# Liste des circonscriptions législatives de la Savoie
Le département français de la Savoie est, sous la Cinquième République, constitué de trois circonscriptions législatives de 1958 à 2012, puis de quatre circonscriptions depuis le redécoupage de 2010, entré en application à compter des élections législatives de 2012.

## Présentation
Par ordonnance du 13 octobre 1958 relative à l'élection des députés à l'Assemblée nationale, le département de la Savoie est d'abord constitué de trois circonscriptions électorales. 
Lors des élections législatives de 1986 qui se sont déroulées selon un mode de scrutin proportionnel à un seul tour par listes départementales, le nombre de trois sièges de la Savoie a été conservé.
Le retour à un mode de scrutin uninominal majoritaire à deux tours en vue des élections législatives suivantes, a maintenu ce nombre de trois sièges,, selon un nouveau découpage électoral.
Le redécoupage des circonscriptions législatives réalisé en 2010 et entrant en application à compter des élections législatives de juin 2012, a modifié le nombre et la répartition des circonscriptions de la Savoie, porté à quatre du fait de la sous-représentation démographique du département.

## Composition des circonscriptions

### Composition des circonscriptions de 1958 à 1986
À compter de 1958, le département de la Savoie comprend trois circonscriptions regroupant les cantons suivants :
- 1re circonscription : Aix-les-Bains, Albens, Chambéry-Nord, Le Châtelard, Les Échelles, La Motte-Servolex, Pont-de-Beauvoisin, Ruffieux, Saint-Genix-sur-Guiers, Saint-Pierre-d'Albigny, Yenne.
- 2e circonscription : Aime, Albertville, Beaufort, Bourg-Saint-Maurice, Bozel, Grésy-sur-Isère, Moûtiers, Ugine.
- 3e circonscription : Aiguebelle, Chambéry-Sud,  La Chambre, Chamoux-sur-Gelon, Lanslebourg-Mont-Cenis, Modane, Montmélian, La Ravoire, La Rochette, Saint-Jean-de-Maurienne, Saint-Michel-de-Maurienne.

### Composition des circonscriptions de 1988 à 2012
À compter du découpage de 1986, le département de la Savoie comprend trois circonscriptions regroupant les cantons suivants :
- 1re circonscription : Aix-les-Bains-Centre, Aix-les-Bains-Nord-Grésy, Aix-les-Bains-Sud, Albens, Chambéry-Est, Chambéry-Nord, Le Châtelard, Les Échelles, La Motte-Servolex, Pont-de-Beauvoisin, Ruffieux, Saint-Alban-Leysse, Saint-Genix-sur-Guiers, Yenne.
- 2e circonscription : Aime, Albertville-Nord, Albertville-Sud, Beaufort, Bourg-Saint-Maurice, Bozel, Grésy-sur-Isère, Moûtiers, Saint-Pierre-d'Albigny, Ugine.
- 3e circonscription : Aiguebelle, Chambéry-Sud, Chambéry-Sud-Ouest, La Chambre, Chamoux-sur-Gelon, Cognin, Lanslebourg-Mont-Cenis, Modane, Montmélian, La Ravoire, La Rochette, Saint-Jean-de-Maurienne, Saint-Michel-de-Maurienne.

### Composition des circonscriptions à compter de 2012
Depuis le nouveau découpage électoral, le département comprend quatre circonscriptions regroupant les cantons suivants :
- 1re circonscription : Aix-les-Bains-Centre, Aix-les-Bains-Nord-Grésy, Aix-les-Bains-Sud, Albens, Les Échelles, La Motte-Servolex, Le Pont-de-Beauvoisin, Ruffieux, Saint-Genix-sur-Guiers, Yenne
- 2e circonscription : Aime, Albertville-Nord, Albertville-Sud, Beaufort, Bourg-Saint-Maurice, Bozel, Moûtiers, Ugine
- 3e circonscription : Aiguebelle, La Chambre, Chamoux-sur-Gelon, Lanslebourg-Mont-Cenis, Modane, Montmélian, La Ravoire, La Rochette, Saint-Jean-de-Maurienne, Saint-Michel-de-Maurienne
- 4e circonscription : Chambéry-Est, Chambéry-Nord, Chambéry-Sud, Chambéry-Sud-Ouest, Le Châtelard, Cognin, Grésy-sur-Isère, Saint-Alban-Leysse, Saint-Pierre-d'Albigny

À la suite du redécoupage des cantons de 2014, les circonscriptions législatives ne sont plus composées de cantons entiers mais continuent à être définies selon les limites cantonales en vigueur en 2010. Les circonscriptions sont ainsi composées des cantons actuels suivants :
- 1re circonscription : Aix-les-Bains-1, Aix-les-Bains-2, Bugey savoyard, La Motte-Servolex, Le Pont-de-Beauvoisin (23 communes)
- 2e circonscription : Albertville-1, Albertville-2 (partie d'Albertville et communes de Gilly-sur-Isère, Grignon et Monthion), Bourg-Saint-Maurice, Moûtiers, Ugine
- 3e circonscription : Modane, Montmélian, La Ravoire, Saint-Jean-de-Maurienne, Saint-Pierre-d'Albigny (21 communes)
- 4e circonscription : canton d'Albertville-2 (sauf partie d'Albertville et communes de Gilly-sur-Isère, Grignon et Monthion), Chambéry-1, Chambéry-2, Chambéry-3, Le Pont-de-Beauvoisin (4 communes), Saint-Alban-Leysse, Saint-Pierre-d'Albigny (4 communes)